# Ziemia kaliska

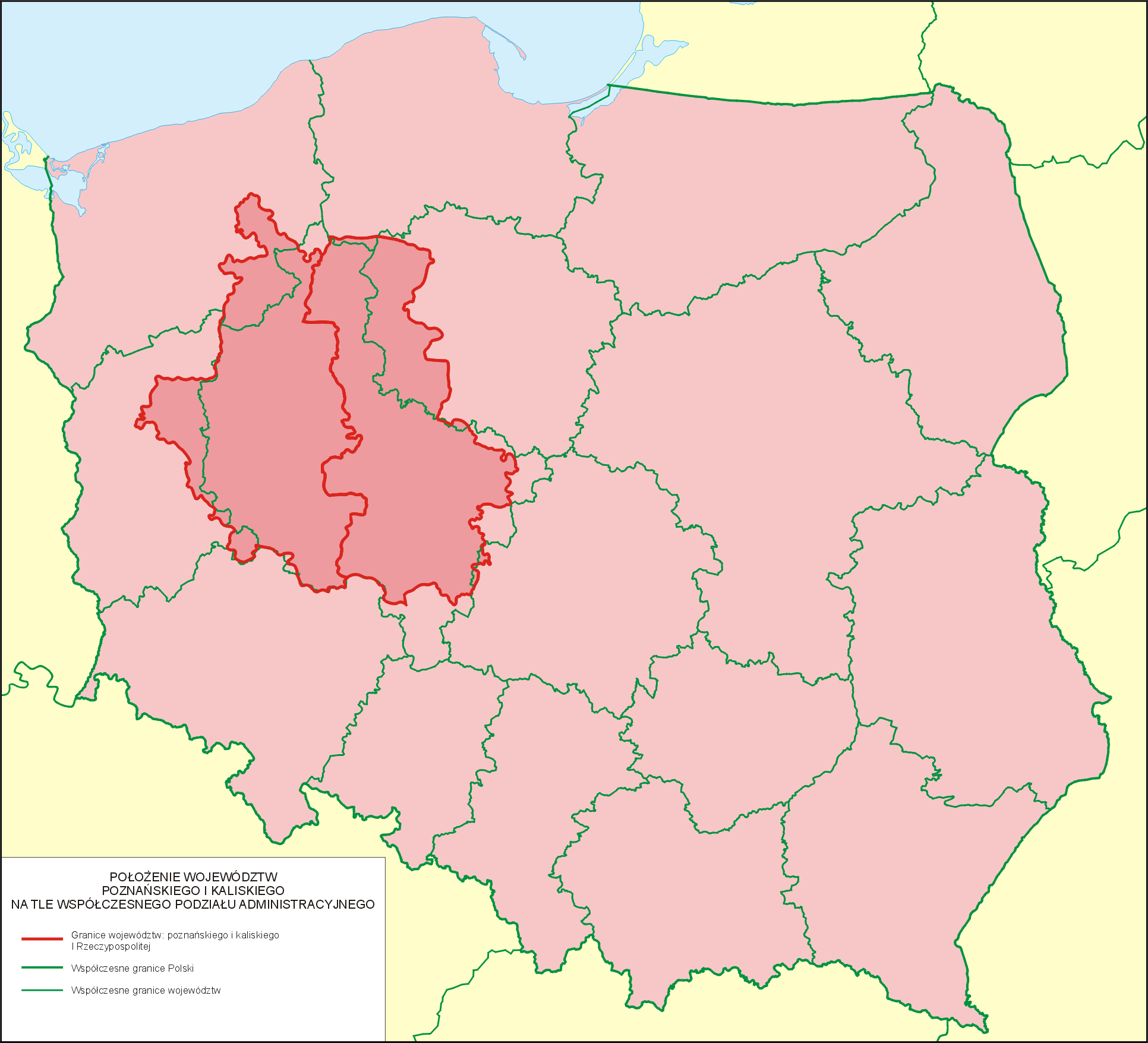
Położenie województw poznańskiego i kaliskiego I Rzeczypospolitej na tle współczesnego podziału administracyjnego

Ziemia kaliska (łac. Terra Calisiensis) – jednostka terytorialna średniowiecznego państwa polskiego, w dorzeczu górnej i środkowej Warty. W czasach nowożytnych wschodnia część Wielkopolski właściwej, współcześnie synonim Kaliskiego.
W 1138 r. ziemia kaliska weszła w skład dzielnicy senioralnej, a następnie od 1173 r. należała do seniora Mieszka III Starego. W wyniku buntu przeciw niemu w latach 1177–1181 ziemią kaliską władał Kazimierz II Sprawiedliwy. W niespełna rok po zjeździe łęczyckim, w I połowie 1181 r. Mieszko III Stary przejął ziemią kaliską.
Po 1314 r. ziemia została włączona do województwa kaliskiego. 

## Herb
Jan Długosz zawarł opis herbu ziemi kaliskiej w dziele z lat 1464–1480, gdzie napisał:

Calisiensis terra quarta in ordine, que caput zambronis coronatum, circulo ex naribus pendente, in tabula scacali portat in campo partim albo partim rubeo.